# Hřivínův Újezd
Hřivínův Újezd är en ort i Tjeckien.   Den ligger i regionen Zlín, i den östra delen av landet, 260 km öster om huvudstaden Prag. Hřivínův Újezd ligger 271 meter över havet och antalet invånare är 567.
Terrängen runt Hřivínův Újezd är platt åt sydväst, men åt nordost är den kuperad. Runt Hřivínův Újezd är det ganska tätbefolkat, med 104 invånare per kvadratkilometer. Närmaste större samhälle är Zlín, 11,5 km norr om Hřivínův Újezd. Omgivningarna runt Hřivínův Újezd är en mosaik av jordbruksmark och naturlig växtlighet.